# رانلد اف. ماکسول
رانلد اف. ماکسول (انگلیسی: Ronald F. Maxwell؛ زادهٔ ۵ ژانویهٔ ۱۹۴۹) یک کارگردان، و فیلم‌نامه‌نویس اهل ایالات متحده آمریکا است.